# Taleporia hirta
Taleporia hirta är en fjärilsart som beskrevs av Bartosova och Duskova 1958. Taleporia hirta ingår i släktet Taleporia och familjen säckspinnare. Inga underarter finns listade i Catalogue of Life.